# 574506 Sopronilíceum
574506 Sopronilíceum è un asteroide della fascia principale. Scoperto nel 2004, presenta un'orbita caratterizzata da un semiasse maggiore pari a 3,1679210 au e da un'eccentricità di 0,1118179, inclinata di 9,71662° rispetto all'eclittica.